# Matelea matogrossensis
Matelea matogrossensis là một loài thực vật có hoa trong họ La bố ma. Loài này được Fontella mô tả khoa học đầu tiên năm 1989.